# Seconda guerra carnatica
La seconda guerra carnatica ossia seconda guerra del Karnataka (1749–1754) fu uno scontro combattuto nel teatro indiano come conseguenza della guerra di successione austriaca e come parte della seconda delle guerre del Karnataka che portarono al predominio degli Inglesi sulle coste orientali del subcontinente indiano.

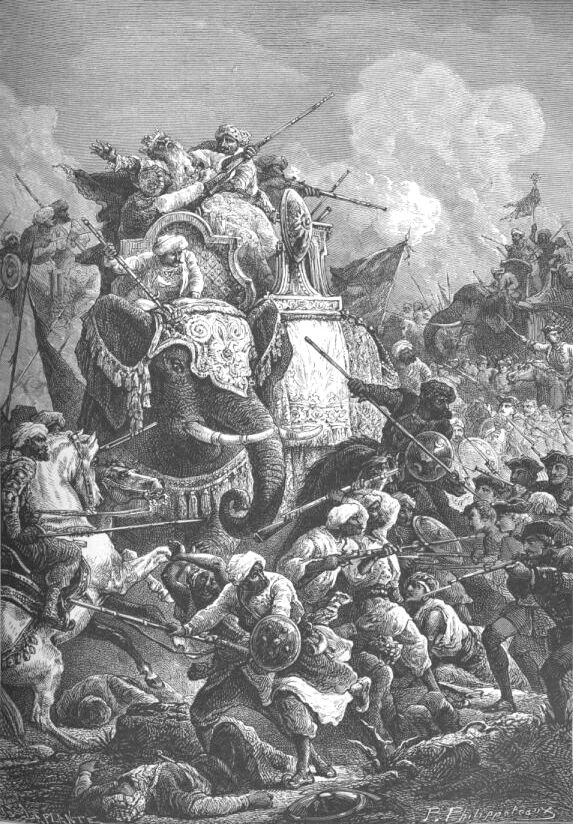
Morte del Nawab Anwar al-Din Mohammed Khan nella battaglia di Ambur contro i Francesi nel 1749 (incisione di Paul Philipoteaux).

Pur non esistendo uno stato di guerra in Europa, la guerra continuò in India. Su un fronte si trovava Nasir Jung, il Niẓām e il suo protetto Muhammad Ali, sostenuto dagli Inglesi, e sull'altro fronte si trovavano Chanda Sahib e Muzaffar Jung, sostenuti dai Francesi, tutti in lotta per divenire Nawāb di Arcot. Muẓaffar Jung e Chanda Sahib furono in grado di catturare Arcot a seguito della morte di Nasir Jung, fatto che permise a Muẓaffar Jung di prendere il controllo di Hyderābād. 

Il regno di Muẓaffar a ogni modo fu breve dal momento che egli fu ben presto ucciso, e Salabat Jung divenne il nuovo Nawāb. Nel 1751, a ogni modo, Robert Clive guidò le truppe inglesi alla cattura di Arcot e riuscì poi anche a difenderla.
La guerra si concluse con il trattato di Pondicherry, siglato nel 1754, che riconobbe Muhammad Ali Khan Wallajah come Nawāb del Karnataka. Charles Godeheu sostituì Dupleix, che morì in povertà dopo essere tornato in Francia.